# DCE Distributed File System
Il DCE Distributed File System (DCE/DFS) è il protocollo dedicato allo scambio remoto di file ed è usato nel Distributed Computing Environment. Originariamente venne sviluppato a partire dalla terza versione dell'AFS.
In DCE/DFS il client gestisce una cache locale che contiene, per intero o in parte, i file di cui ha bisogno. Esso collabora con il server dove è conservata la copia originale del file per garantire la corretta propagazione delle modifiche fatte: nel momento in cui un altro client accede allo stesso file, prima ne scarica una nuova (rispetto alla sua propria cache) copia già aggiornata.
Il vantaggio di questo approccio sta nelle prestazioni raggiunte anche su reti con connessione lenta, in quanto la maggior parte degli accessi sono comunque fatti nella copia locale mantenuta dai client. Se il server viene a mancare, il client continua ad operare sulla sua copia del file, per poi notificare le modifiche fatte una volta ristabilita la connessione.
In DCE/DFS manca il concetto di unità logica ed il singolo file non è legato al dispositivo che lo ospita: per supportare ciò (e altre caratteristiche avanzate) è stato sviluppato un file system journaled locale chiamato DCE/LFS (conosciuto anche come "Episode").